# Миниобект (шаблон)
Миниобект (на английски: Flyweight) е структурен шаблон за дизайн, който се използва в обектно-ориентираното програмиране.